# Скалистый (Челябинская область)
Скали́стый — посёлок в Троицком районе Челябинской области. Административный центр Троицко-Совхозного сельского поселения.

## География
Через посёлок протекает река Уй. Расстояние до районного центра, Троицка, 30 км.

## Население
| 2002 | 2010 |
| ---- | ---- |
| 692  | ↘599 |

По данным Всероссийской переписи, в 2010 году численность населения посёлка составляла 599 человек (267 мужчин и 332 женщины).

## Улицы
Уличная сеть посёлка состоит из 11 улиц.